# علي مزهر
علي مزهر، من مواليد 22 مارس 1994 في بيروت، لاعب كرة السلة اللبناني ، تخرّج من المدرسة الانجيلية اللبنانية للبنين والبنات L.E.S ويلعب حاليا لنادي Hoops Club (نادي هوبس) في الدوري اللبناني لكرة السلة.

## روابط خارجية
- علي مزهر على موقع الاتحاد الدولي لكرة السلة (الإنجليزية)
- علي مزهر على موقع كرة السلة الأوروبية.كوم (الإنجليزية)
- علي مزهر على موقع ريلجم (الإنجليزية)
- علي مزهر على موقع بروبوليرز (الإنجليزية)
- علي مزهر على موقع سبورتس رفرنس (الإنجليزية)